# Widenmayerstraße 3

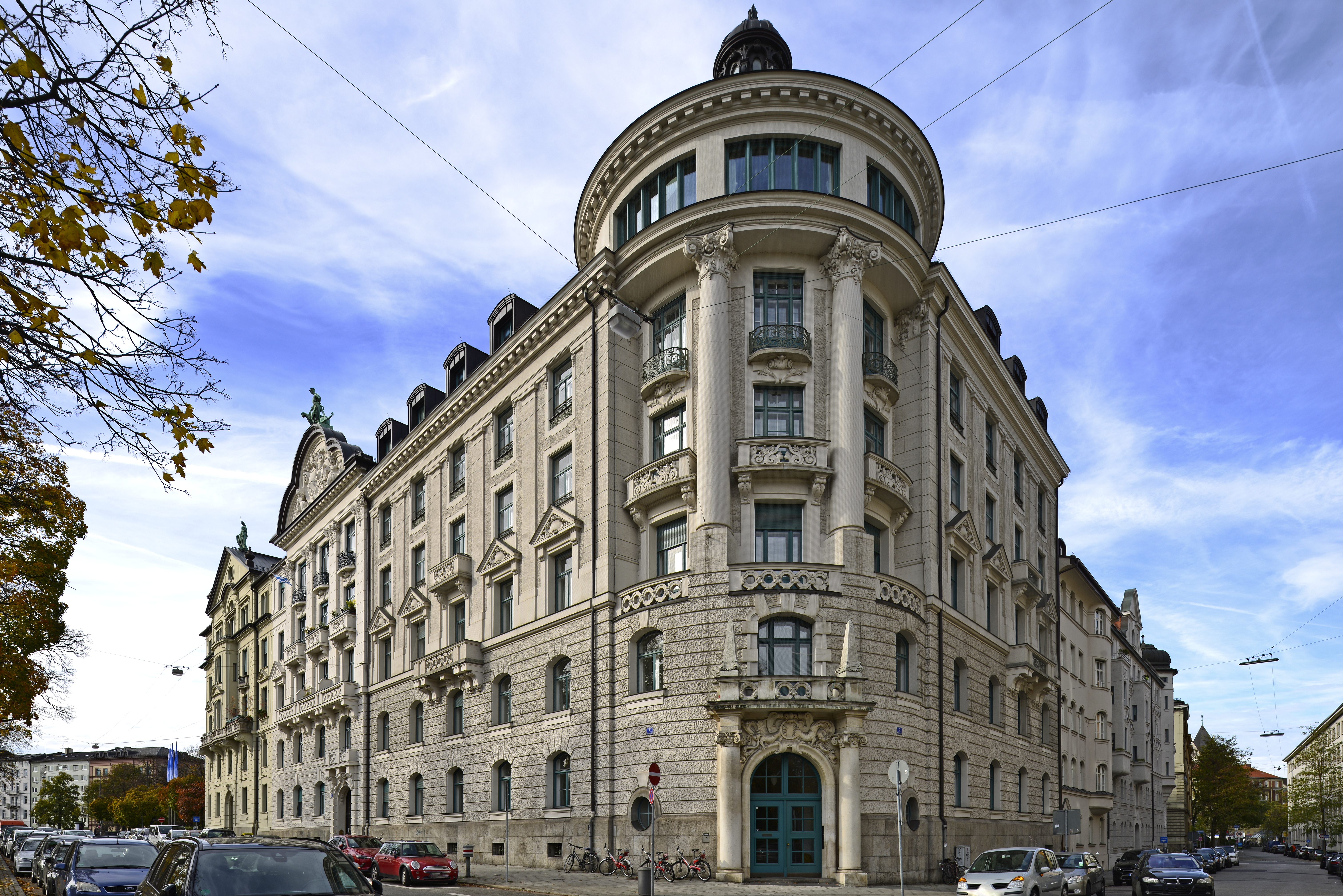
Widenmayerstraße 3

Das Eckgebäude Widenmayerstraße 3 ist ein Mietshaus in München. Es wurde um die Jahrhundertwende 19./20. Jahrhundert erbaut und ist als Baudenkmal in die Bayerische Denkmalliste eingetragen.

## Lage
Das Gebäude liegt an der Ecke Widenmayer- / Gewürzmühlstraße am Isarkai im Münchner Stadtteil Lehel. Es ist Bestandteil des denkmalgeschützten Ensembles Widenmayerstraße und schließt den mit den benachbarten Häusern Nr. 1 und Nr. 2 gebildeten Baublock nach Norden ab.

## Geschichte
Mit dem Bau des Gebäudes wurde 1898 begonnen. Dazu mussten einige Vorgängerbauten, die teils sogar auf dem Gelände der geplanten Straßenverbreiterung lagen, abgebrochen werden. Für den Bau des Flügels an der Gewürzmühlstraße wurde ein Teil des Hofhammerschmiedbachs eingewölbt.
Am 27. November 1944 wurde bei einem der Luftangriffe auf München im Zweiten Weltkrieg der Aufbau auf dem Eckpavillon zerstört. 1988/89 fand eine grundlegende Fassadenrenovierung statt. Der Eckpavillon erhielt 2005 wieder wie ursprünglich ein Zeltdach mit Laterne aus Kupfer.
Das Gebäude bekam 2007 den Fassadenpreis der Landeshauptstadt München.

## Beschreibung
An der Straßenecke steht ein sechsgeschossiger runder Eckpavillon, von dem aus sich zwei fünfgeschossige Flügel entlang der angrenzenden Straßen erstrecken. Der Zugang erfolgt von der Ecke aus durch den Pavillon. Der Flügel an der Widenmayerstraße bildet mit dem benachbarten Mietshaus Widenmayerstraße 2 eine bauliche Einheit.
Über einem etwa 2 Meter hohen Sockel aus glatten Steinen sind das Erdgeschoss und der erste Stock im Rustikastil gehalten. 
In dem Gebäude haben mehrere Unternehmen ihren Sitz, u. a. das Bankhaus von der Heydt.